# Poudre d'escampette
Pour les articles homonymes, voir Poudre (homonymie).

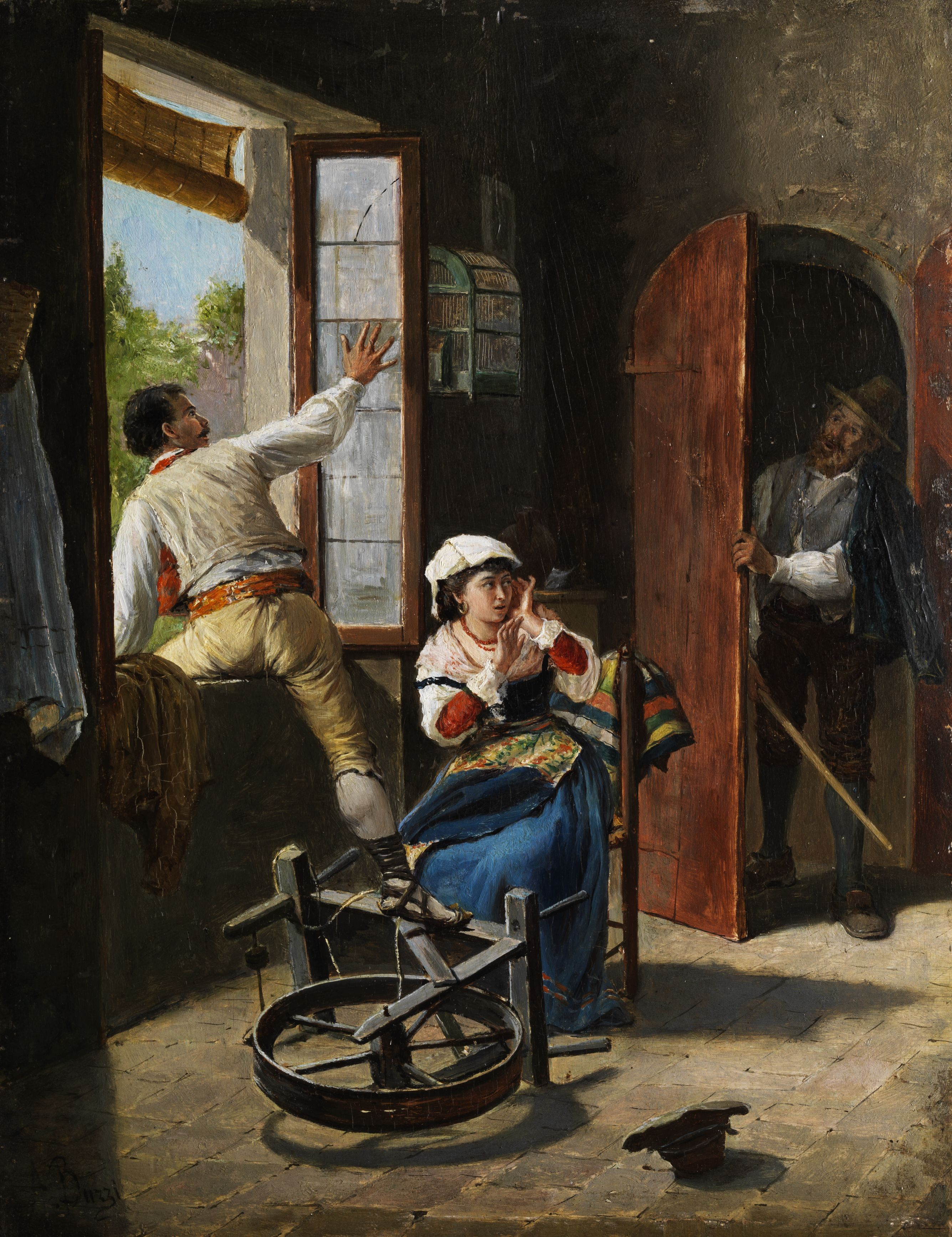
L'amant en fuite, d'A. Buzzi.

La poudre d'escampette s'utilise dans l'expression prendre la poudre d'escampette, qui signifie se sauver, déguerpir.

## Étymologie
Escampette vient de l'ancien verbe escamper (de l'Italien scampare), familier, signifiant se sauver, décamper, prendre la fuite sans dire adieu.

## Présentation
Il existe d'autres expressions au sens proche en langue française, telles que : « filer à l'anglaise », « partir en douce », « fausser compagnie ».

### Sources
Selon des sources, l'expression ferait allusion à la situation d'une personne qui, ayant pris une certaine poudre, quitte brusquement l'endroit où elle se trouve. Cette locution daterait du XVIIe siècle : les chroniqueurs ont conservé le nom de nombre de poudres purgatives, très prisées à l'époque par effet de mode, qui faisaient la fortune des charlatans. Molière caricature cette pratique dans sa pièce Le Malade imaginaire, où Argan, se croyant toujours malade, se fait faire des purges en plus des saignées et prend divers remèdes dispensés par des médecins incompétents.
De source militaire plus précise et sans doute plus logique : les gens de l’art du canon, les artilleurs, étaient à l’époque en batterie en avant de la « piétaille » à cause de la faible portée des bombardes. Pour des raisons de sécurité, les réserves de poudre étaient disposées à l’arrière. Des aides, et pas forcément des militaires de métier, étaient employés à pourvoir les artilleurs. Dès que la bataille tournait (ou semblait tourner) à l’avantage de l’ennemi, ces gens allaient « à la poudrière » mais ne revenaient pas… Ils décampaient.
Toutefois il ne faut  pas oublier les escampettes (poudre d'escopette ?) qui étaient des petits pistolets à poudre. Mot d’origine italienne qui est proche de « décamper » venu bien naturellement se faufiler dans la fameuse expression.

## Œuvres de fiction

### Cinéma
- La Poudre d'escampette, film français réalisé par Philippe de Broca, sorti en 1971

### Bande-dessinée
- La Poudre d'escampette, album de bande dessinée des Schtroumpfs de Peyo (1994)